# راویل ماگانف
راویل ماگانف (روسی: Равиль Ульфатович Маганов; ۲۵ سپتامبر ۱۹۵۴ – ۱ سپتامبر ۲۰۲۲) اهالی کسب‌وکار و بازرگان اهل روسیه و رئیس شرکت نفت و گاز لوک اویل بود. از ماگانف به عنوان یکی از اعضای الیگارش روس نام برده می‌شد. او در سپتامبر ۲۰۲۲ بر اثر سقوط از پنجره بیمارستانی در شهر مسکو درگذشت.
برخی رسانه‌ها مرگ او را مشکوک و مرتبط با دیگر مرگ‌های مرموز بازرگانان روس در سال ۲۰۲۲ می‌دانند.
ماگانف در سال ۲۰۱۹ برنده نشان الکساندر نوسکی شد.